# James Rogers
James Edwin Thorold Rogers (ur. 23 marca 1823 w West Meon w hrabstwie Hampshire, zm. 14 października 1890 w Oksfordzie) – angielski ekonomista, historyk i polityk. Pionier badań nad historią gospodarczą Anglii. Przez pewien czas praktykował jako duchowny, wykładał ekonomię polityczną w Oksfordzie oraz zasiadał w parlamencie (jako przedstawiciel Southwark i Bermondsey). Z poglądów liberał, jednak nie negował pozytywnego wpływu państwa na rozwój społeczeństwa.

## Twórczość
Rogers wykorzystywał w swoich pracach ogromne zasoby archiwalne. Jednocześnie stronił od zbytnich uogólnień. Przedstawił on procesy społeczno-gospodarcze, które przekształciły Anglię z kraju feudalnego w kraj kapitalistyczny.

## Dzieła
- Historia rolnictwa i cen w Anglii (1866-1902)
- Ekonomiczna interpretacja historii (1887-1888)
- Przemysłowa i handlowa historia Anglii (1892)